# Francisco de Madina
Francisco de Madina Igarzábal, conocido como Padre Madina o Aita Madina (Oñate (País Vasco), 29 de enero de 1907- ibid., 30 de junio de 1972), religioso lateranense, músico y compositor español.

## Biografía
Nació en 1907 en el barrio de Zubillaga de Oñate en el País Vasco. Siendo adolescente ingreso en el noviciado de los Canónigos Regulares de Letrán. En paralelo a sus estudios de teología se realizó su formación como músico, en Oñate y en Burgos donde fue discípulo de José María Beobide y de Antonio José Martínez Palacios.
En 1929 fue ordenado sacerdote. Tras trabajar durante 3 años en su pueblo natal dando clases en un colegio, en 1932 fue destinado por los superiores de su orden a  Argentina. Entre 1932 y 1955 desarrolla su labor sacerdotal en una parroquia de Buenos Aires y posteriormente en la localidad de Ciudad de Salta, donde llega a ser director de un colegio y superior de la comunidad agustina. Paralelamente desarrolla su labor como compositor musical estrenando numerosas obras en Buenos Aires.
En 1955 se traslada a Nueva York donde funda una residencia de los Canónigos Regulares de Letrán. Sigue componiendo y estrenando obras musicales tanto en Estados Unidos y Argentina, como en España, donde comienza a tener cierto reconocimiento a finales de la década de 1950. En 1971 cae enfermo y deja de componer. En abril de 1972 se trasladó por última vez de Nueva York a su caserío natal de Oñate, donde fallecería unos meses más tarde.
En Oñate, su localidad natal, existe una calle que honra su memoria.

## Obra musical
Toda su obra musical estuvo muy influida por el folklore vasco. Sus dos composiciones más conocidas son la obra coral Aita Gurea (Padre Nuestro), compuesta en Argentina en 1946 y el Agur Maria (Ave María).
Algunas de las obras más destacadas del Padre Madina.
- La cadena de oro. Oratorio sobre la aparición de la Virgen del Valle. Estrenado en el Teatro Cervantes de Buenos Aires en 1944.
- Orreaga, sonata sobre la Batalla de Roncesvalles,  estrenada en 1954.
- Flor de Durazno, ópera con libreto basado en la obra literaria del mismo nombre de Hugo Wast. Estrenada en el Teatro Argentino de La Plata en 1957.
- partitura para el drama El Bardo de Itzaltzu,  estrenado en Buenos Aires.
- Rapsodia Vasca, estrenada en el Teatro Politeama de Buenos Aires.
- Sonata Vasca, tocada en el Carnegie Hall de Nueva York.
- Suite, grabada por la BBC en Londres.
- Concierto para Arpa y Orquesta (orquestada por Pedro Palacín), estrenado en el Teatro Coliseo de Éibar por la arpista donostiarra Claudia Besné junto la orquesta Andrés Egiguren en 2022.
- Arantzazu. Poema ganador de un certamen literario musical con motivo de la inauguración de la nueva basílica del Santuario de Aránzazu, en su Oñate natal. Fue estrenado en 1957 en la Parroquia de Oñate.
- Concierto Vasco. Concierto para cuatro guitarras y orquesta. Fue estrenado en el Teatro de la Ópera de San Francisco en 1970.
- Concierto Latino.
- Concierto Flamenco.
- Concierto Sacro. (inacabado)